# Radio Mitre
LR6 Radio Mitre est une station de  radio d’Argentine fondée en 1925 sous le nom  LOZ Broadcasting La Nación. Elle dépendait de la famille Mitre, fondatrice du quotidien La Nación et appartient actuellement au groupe Clarín. La radio émettait à l’origine depuis le quartier de Flores, dans la ville de Buenos Aires. 

## Programmation
Les programmes suivants font partie de la grille de la radio de lundi à vendredi :
- Aire de noticias, informations.
- Primera Mañana, informations et actualités.
- Hola Chiche, magazine et informations.
- El Club de la Tarde, magazine et informations.
- La otra pata, informations, spectacle et policière.
- Vos y Mirol, un dialogue avec les auditeurs.
- El Show del Superclásico, actualité sportive.
- De la noche a la mañana.